# Suad Ali
Suad Ali, född 5 oktober 1990 i Somalia, är en svensk statsvetare och författare som arbetar med migrationsfrågor.

## Biografi
Suad Alis familj flydde från inbördeskriget i Somalia i början av 1990-talet. Familjen hamnade först i flyktinglägret Dadaab i Kenya för att sedan få asyl i Sverige. Hon kom till Sverige som 3-åring och växte upp i Åtvidaberg och Linköping och är näst äldst av elva syskon.
Suad Ali är utbildad statsvetare och har en examen från Linköpings universitet. Hon arbetar på Migrationsverket som expert på Sveriges flyktingkvot. Hon har bland annat tjänstgjort i dåvarande generaldirektören Anders Danielssons stab. Hennes arbete med att leda en delegation som förberedde kvotflyktingar inför resan till Sverige porträtterades i dokumentärserien Fosterland som sändes på SVT 2015.
År 2012 var Ali Sveriges representant på världens största forum för unga ledare, One Young World. År 2015 nominerades hon till tidskriften Chefs lista över framtidens kvinnliga ledare samt till Kompassrosen av Konungens stiftelse för unga ledare. 2016 utsågs hon till en av Sveriges 101 unga supertalanger av Veckans Affärer och vann i kategorin "Årets opinionsbildare". Samma år blev hon årets alumn vid Linköpings  universitet. År 2018 hamnade hon på den internationella affärstidningen Forbes lista "30 Under 30" i kategorin "Law and policy".
Sedan 2016 är hon krönikör i tidskriften Chef. Hon var 2018 värd för Sommar i P1.
År 2019 var Suad Ali talare vid konferensen Brilliant minds.
År 2020 utkom Ali med sin debutroman Dina händer var fulla av liv och deltog på Bokmässan.